# Pomologie und Volkspark

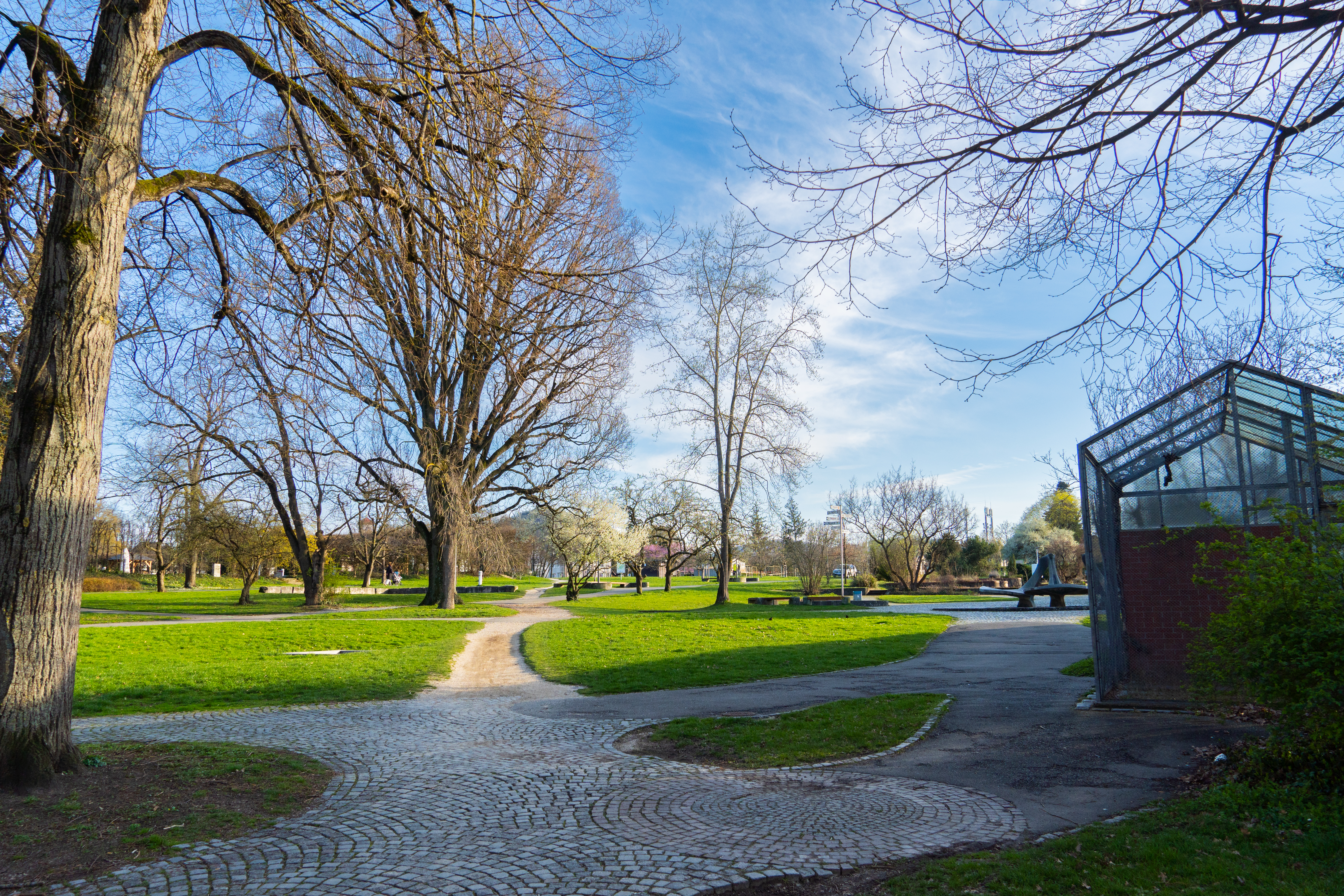
Pomologie

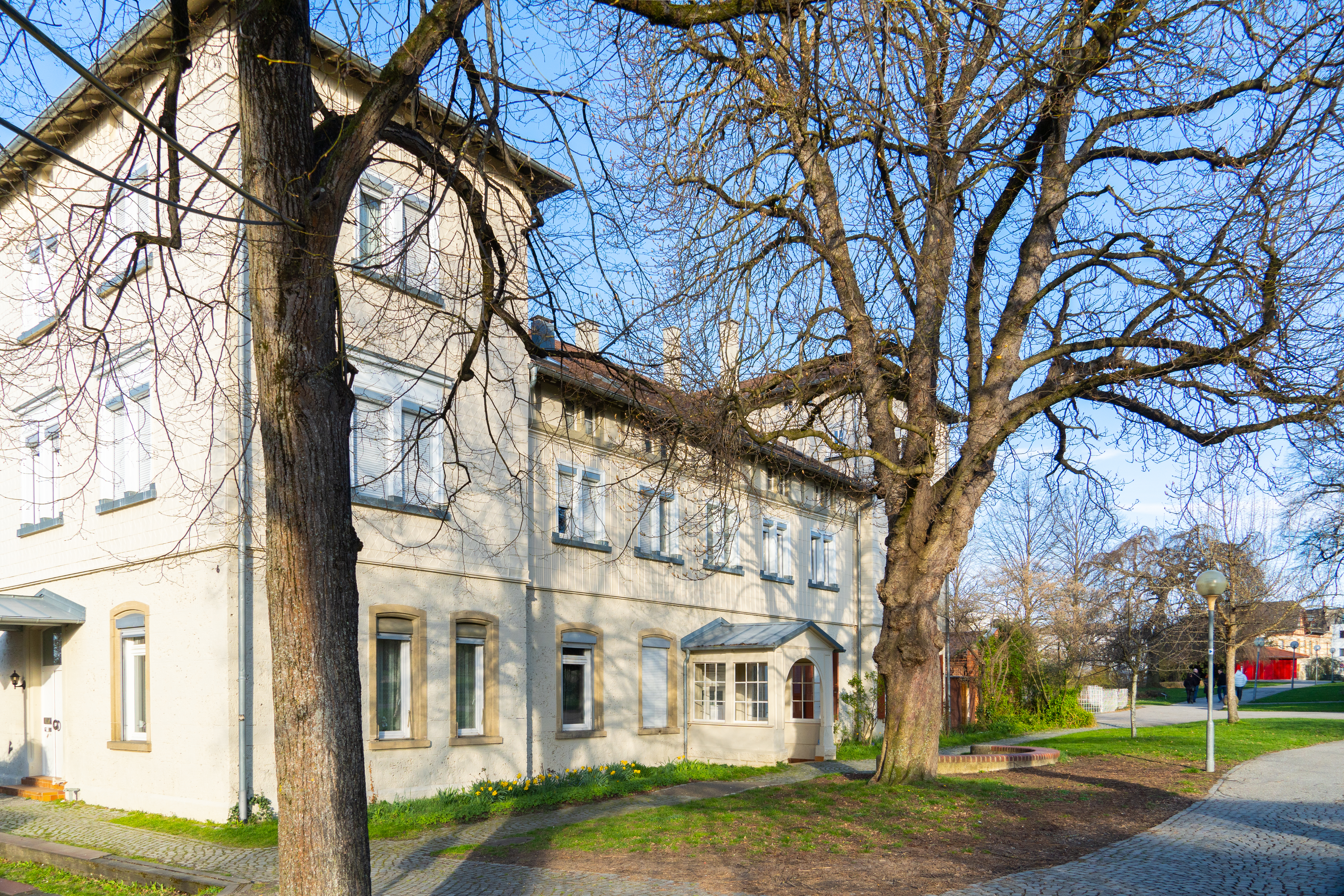
Gebäude des pomologischen Instituts

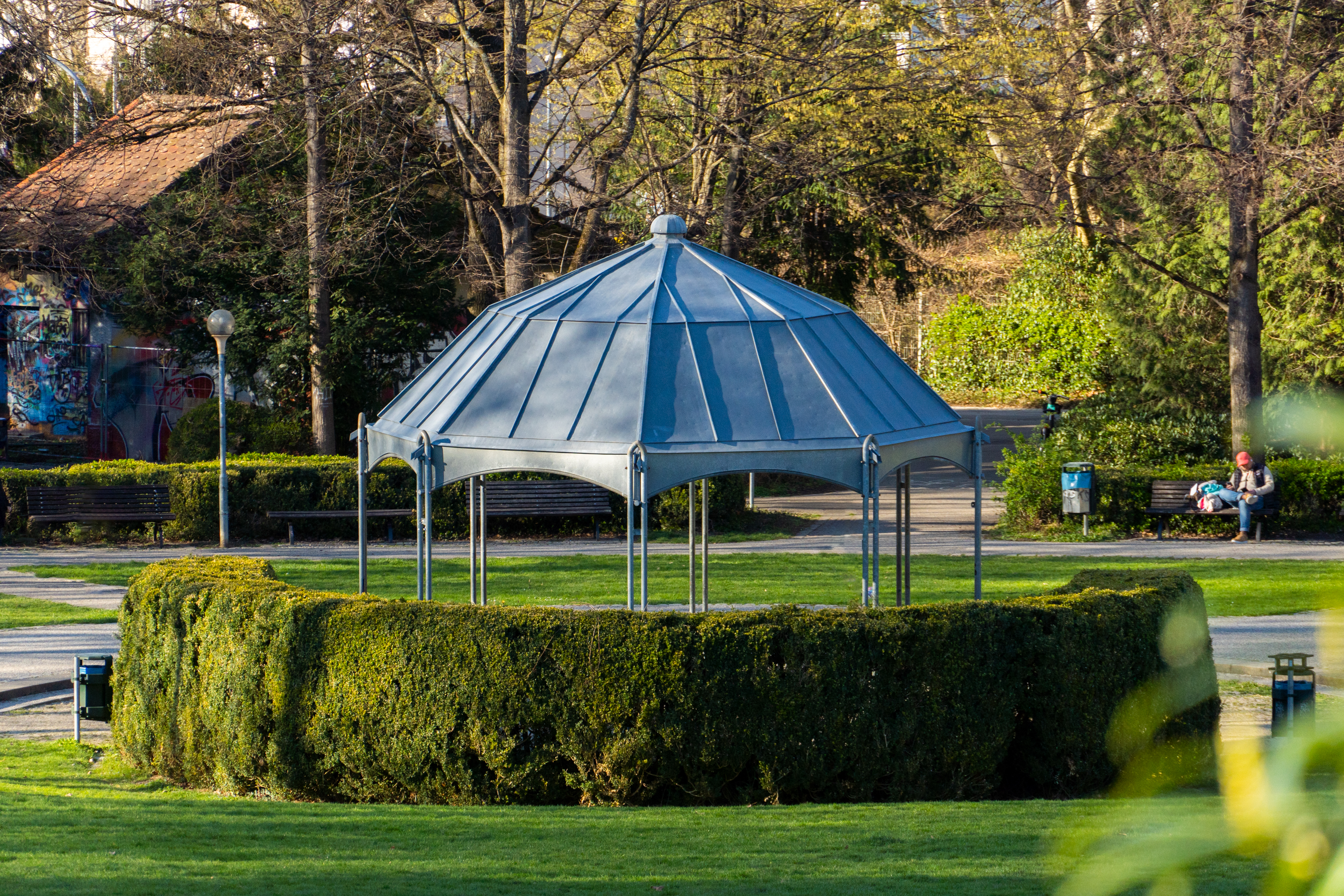
Pavillon im Volkspark

Die Pomologie und der Volkspark sind benachbarte Parkgelände und Naherholungsgebiete in Reutlingen.

## Geschichte
Die Pomologie geht zurück auf die Lehranstalt für Gartenbau, Obstkultur und Pomologie Reutlingen, welche 1860 durch den Pomologen Eduard Lucas und den Stuttgarter Verleger Georg Ebner gegründet wurde.
Seit 1961 befindet sich das Gelände der Pomologie im Besitz der Stadt Reutlingen. 1984 wurde die Landesgartenschau in der Pomologie sowie dem anschließenden Volkspark veranstaltet.
Für den Volkspark gab es bereits 1913 Pläne, der Krieg verhinderte aber die Umsetzung, weswegen dieser erst im Rahmen der Landesgartenschau angelegt wurde.

## Lage
Das Gelände der Pomologie mit rund 5,2 ha befindet sich südöstlich der Echaz und der Reutlinger Altstadt. Westlich davon befindet sich der rund 3,7 ha große Volkspark. Getrennt sind die beiden Gelände durch die Alteburgstraße, welche über eine Brücke passierbar ist.

## Ausstattung
Neben den Gebäuden des pomologischen Instituts befinden sich in der Pomologie auch ein Rosengarten mit Café, eine Obstbaumanlage, ein Bienenhaus, eine Vogelvoliere, ein Imbiss und ein Spielplatz. Im Volkspark befinden sich ein Musikpavillon, mehrere Brunnen und ebenfalls ein Spielplatz.